# The Shanes (Band)
The Shanes waren neben den Hep Stars, den Tages und Ola & the Janglers eine der vier in Schweden in den 1960er Jahren dominierenden Popgruppen. Begründet wurden sie von Tor-Erik Rautio, Tommy Wåhlberg, Staffan Berggren und Svante Elfgren. Im Herbst 1964 kam Lennart Grahn von den Marshalls in Luleå dazu. Der Name war – so die Legende – von einem Filmrollennamen von John Wayne (Mein großer Freund Shane, 1953) übernommen. Beheimatet waren The Shanes im hohen Norden des Landes, in Kiruna.
Die erste Platte war im Frühjahr 1963 die Instrumentalsingle Gunfight Saloon (B-Seite: The Ripper), die es nach kurzer Zeit in beide nationale Radiohitlisten ("Tio i Topp", "Kvällstoppen") schaffte, allerdings nur für gerade mal eine Woche. Mit der Single Let Me Show You Who I Am kamen The Shanes 1964 ein erstes Mal auf Platz eins von Tio i Topp. Im selben Jahr veröffentlichten sie ihre erste LP (Let Us Show You).
Der eigentliche Durchbruch geschah 1965 mit dem Wechsel von der Plattenfirma Odeon zu Columbia und dem Erscheinen einer EP gemeinsam mit der Stockholmer Band Moonlighters. 1966 erschienen sechs Singles, darunter Blue Feeling und Hi-Lili, Hi-Lo, die sich sowohl in den Tio i Topp als auch in Kvällstoppen platzieren konnten. Weitere Erfolge schlossen sich in den folgenden Jahren an, zum Teil eingespielt im EMI-Studio auf der Abbey Road in London (darunter Chris-craft no 9).
Staffan Berggren, der bis dahin die meisten Stücke geschrieben hatte, musste – weil ihn die anderen als zu dominant empfanden – 1966 die Gruppe verlassen. An seine Stelle trat Kit Sundqvist, der auch dessen Rolle als Songschreiber übernahm. Es traf die Gruppe, dass gleich vier ihrer Mitglieder 1967 zum Wehrdienst eingezogen wurden, und es gelang im weiteren Verlauf nicht, sich auf neue Musiktendenzen einzustellen, so dass sie gegen Ende der 1960er Jahre ihre Tätigkeit beendete.